# José Gil Gil
Jose Gil Gil (Barxa, As Neves, 3 avril 1870 - Vigo (Espagne), 1er janvier 1937), est un photographe et réalisateur espagnol.

## Biographie
Gil Gil est un pionnier du cinéma, actif dans le premier tiers du XXe siècle. On doit à Gil Gil un grand nombre d'œuvres documentaires, l'une des meilleures sources pour connaître la Galice de son temps.